# Erfa Inventar Fabrik
Erfa Inventar Fabrik er en af Danmarks ældste metalvarefabrikker. Fabrikkens blev grundlagt i 1931 af den 21-årige fabrikant Børge Hindsgaul. Siden starten har fabrikken beskæftiget sig med fremstilling af hyldesystemer fremstillet af metal. Fabrikken var blandt de første industrivirksomheder, der i starten af 50'erne, rykkede ud af byen og etablerede sig i Herlevs nye industriområde, i udkanten af Storkøbenhavn. 
Fabriksbygningen var dengang på ca. 3000 m². der husede hovedkontor og produktionen og lager. Inden for kort tid voksede produktionen til også at omfatte møbler fremstillet af træ, og en ny afdeling blev etableret i Smørumovre. Kort tid efter etableres endnu en afdeling med eget lakereri i Vassingerød, og nye salgsudstillinger blev etableret i Århus, Ålborg og Odense. Der blev også åbnet finaler i Norge, Sverige, Finland, Vesttyskland og Holland. 
Hovedproduktionen på fabrikken er op gennem fyrrene og halvtredserne reoler og inventar fremstillet af stål og træ. Fabrikkerne havde flere navne. Foruden ERFA INVENTAR A/S, brugte man også navnene TRUMF-INVENTAR BAVELSE A/S - dette blev mest brugt om fabrikken i Vassingerød og A/S DAMETA INVENTARFABRIK, som var en forkortelse af Dansk Metal Inventar. Først i slutningen af 80erne og starten af 90erne, gik man over til kun at bruge et navn, nemlig Erfa Inventar A/S.
I 50'erne udvides produktionen til også at omfatte andre ting fremstillet af metal. Blandt andet trykkogere, der kunne koge kartoffeller på få minutter. Kirsten Hüttemeier skrev dengang kogebøger for fabrikken, der illustrerede hvordan man bedst udnyttede trykkogeren. Andre områder fabrikken kastede sig over var, kantineborde, stole, diske til forretninger, tøjstativer, og garderobeskabe. Det siges at være Erfa Inventar, der opfandt de blå stålgarderobeskabe i Danmark, som står i næsten alle omklædningsrum i dag.
I alle årene var det fabrikant Børge Hindsgaul selv, der ledede og fordelte arbejdet på fabrikkerne. I hans ældre år lukkede han salgskontorene i udlandet, og koncentrerede produktionen omkring fabrikkerne i Herlev og Vassingerød. Og i 90erne lukkede han afdelingen i Vassingerød, og samlede hele produktionen på adressen i Herlev. Børge Hindsgaul driver, i en alder af 94 år, Erfa Inventar Fabrik indtil 2004. De sidste 6 år dog med Direktør Helge Olander som daglig leder. Direktør Helge Olander overtager Erfa Inventar i 2004 og driver fabrikken i 3 år, hvor efter den i 2007 overtages af Fabrikant Michael Lentz.
I 2016 Vokser fabrikken ud af lokalerne i Herlev, og ny fabrik bygges i Ballerup. Hovedkontoret flyttes til Ballerup i juli 2016.
Erfa® og Erfa Inventar® er begge registrerede varemærker. 